# Campo Número Diez
Campo Número Diez är en ort i Mexiko.   Den ligger i kommunen Cuauhtémoc och delstaten Chihuahua, i den nordvästra delen av landet, 1 300 km nordväst om huvudstaden Mexico City. Campo Número Diez ligger 2 007 meter över havet och antalet invånare är 407.
Terrängen runt Campo Número Diez är huvudsakligen platt, men österut är den kuperad. Runt Campo Número Diez är det ganska glesbefolkat, med 43 invånare per kvadratkilometer. Närmaste större samhälle är Granjas el Venado, 7,9 km nordost om Campo Número Diez. Trakten runt Campo Número Diez består till största delen av jordbruksmark.